# دومينيك كاسيسي
دومينيك كاسيسي (من مواليد 22 سبتمبر 1982) وهو لاعب كرة قدم أسترالي سابق حاصل على رئاسة الوزراء مع نادي بورت أديلايد لكرة القدم، وكان قائد الفريق 62 من 2009 إلى 2012.
تم تجنيده في 2000 AFL Draft مع اختيار 50، وهو عضو في فريق رئاسة الوزراء لعام 2004 في بورت أديلايد.